# Пензенський археологічний комплекс
Пензенський археологічний комплекс п'ятьох поселень новокам'яної та бронзової доби у правобережній заплаві Сури в околицях Пензи.

## Дослідження
Відкрито І. І. Васильєвим 1890 року. Найповніше досліджено Єрня, Калашний Затон, Целибуха, де проводилися розкопки Ноною Спригіною у 1928—1929 роках та Анатолієм Пряхіним у 1972 році.

## Інвентар
У матеріальній культурі пензенських археологічних поселень відбиваються контакти населення лісостепової зони Надволжя з південними племенами Волзько-Донських степів.
В ході розкопок отримана значна колекція крем'яних знарядь — понад 500 екземплярів: скребки, ножі, наконечники стріл й копій, долота, тесла, проколки, струганки.
На деяких поселеннях присутні стародавні форми знарядь, характерні для епохи середньокам'яної доби: вкладні складових знарядь, наконечники стріл на ножеподібних пластинах, вістря й кінцеві скребки.
Ймовірно зі зруйнованого поховання біля Білого Омута зібрано 27 лощених дармовісок з сибірського лиственіта, що потрапили на поселення в результаті міжплемінного обміну.
До бронзової доби відносяться знахідки ливарних форм сокир й ножів, бронзовий наконечник списа, ножі, браслет і кручені підвіски.

## Єрня
Багатошарове поселення Єрня містить матеріали усіх головних культур кам'яної та бронзової доби, що існували у Пензенській області: середньодонської, камської, балахнинської, волосівської, балановської, абашевської, зрубної, та поздняковської, що сукупно охоплює 4900-800 роки до Р. Х..
Єрня є колишнім озером на околиці Пензи між старим і новим річищами Сури, в лісі, між Соснівкою та Барковкою. Від російського єрик> єрня, річкова протока.

## Калашний Затон
На поселенні зібрана кераміка:
- балахнинської культури 3500-3000 років до Р. Х.;
- розвиненого періоду зрубної культури 1500—1000 років до Р. Х..

Калашний Затон — заводь на річці Сура в районі міста Пензи. Згадується з початку XVIII сторіччя. Калач — затока округлої форми.

## Целибуха
На поселенні виявлена кераміка
- ранньозрубної культури 1600—1400 років до Р. Х.;
- поздняковської культури 1500—1000 років до Р. Х..

Целинбуха, — озеро під Пензою. Разом з озерами Тонке, Довге, Повне, Шкарня, Осне й Сирінське, було старим річищем Сури. Назва, ймовірно, від чуваського щелен («зміїне») та пуха (численність чого-небудь): «Зміївщина».